# Телевизијски филм
Телевизијски филм (скраћено: ТВ филм; такође: телефилм, филм направљен за телевизију, дугометражна драма, сингл драма и оригинални филм) је дугометражни филм који је намењен премијерном или искључивом приказивању на телевизији, насупрот биоскопском филму, који се премијерно приказује у биоскопима. Одликује их углавном нискобуџетна продукција, инфериорни квалитет радње и мање позната глумачка екипа у односу на биоскопске блокбастере. Мали број таквих филмова буде објављен на кућним видео форматима.